# 马斯多西耶尔
马斯多西耶尔（法語：Mas-d'Orcières，法語發音：[mas dɔʁsjɛʁ]）是法国洛泽尔省的一个旧市镇，属于芒德区。

## 地理
马斯多西耶尔（44°28'47"N, 3°42'28"E）面积36.56 平方千米，位于法国奧克西塔尼大區洛泽尔省，该省份为法国南部内陆省份，北起上盧瓦爾省和康塔爾省，西接阿韦龙省，南至加尔省，东临阿尔代什省。
与马斯多西耶尔接壤的市镇（或旧市镇、城区）包括：圣于连迪图尔内勒、勒布莱马尔、屈比耶尔、勒蓬德蒙韦尔、弗赖西内德洛泽尔、莱邦东、圣艾蒂安-迪瓦尔多内、蓬德蒙韦尔-叙德蒙洛泽尔。

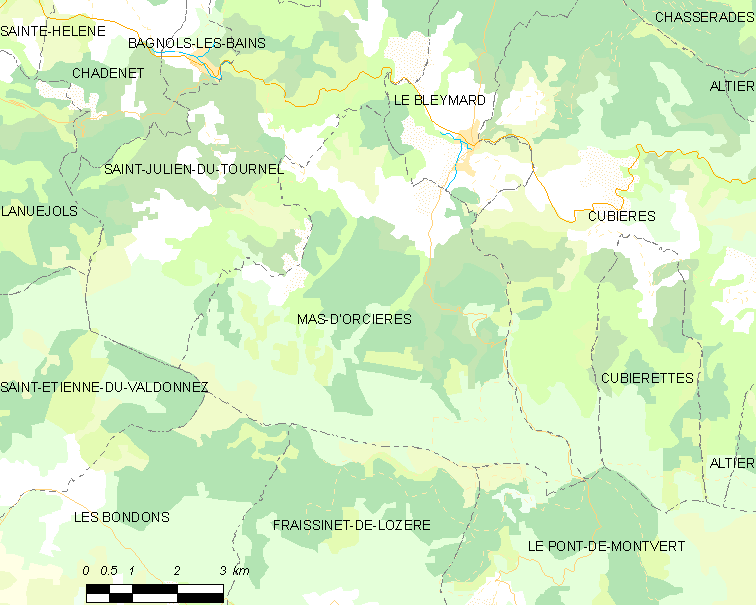
马斯多西耶尔的OSM定位图

马斯多西耶尔的时区为UTC+01:00、UTC+02:00（夏令时）。

## 行政
马斯多西耶尔的邮政编码为48190，INSEE市镇编码为48093。

## 政治
马斯多西耶尔所属的省级选区为圣艾蒂安-迪瓦尔多内县。

## 人口

1962-2008年间马斯多西耶尔人口变化图示

马斯多西耶尔于2018年1月1日时的人口数量为90人。